# Calliphora alaskensis
Calliphora alaskensis este o specie de muște din genul Calliphora, familia Calliphoridae. A fost descrisă pentru prima dată de Shannon în anul 1923. Conform Catalogue of Life specia Calliphora alaskensis nu are subspecii cunoscute.